# 新中央圖書館設計涉嫌抄襲事件
新中央圖書館設計涉嫌抄襲事件是澳門新中央圖書館計劃（葡萄牙語：Projecto da Nova Biblioteca Central，簡稱「新中圖計劃」）涉嫌抄襲事件，是新中圖計畫繼出現造價、設計和選址等問題後出現的爭議。2018年2月，澳門文化局就取得「新澳門中央圖書館建築工程-編製工程計劃」進行公開招標，設計公司「MAA馬若龍建築師事務所」在同年11月中標，該公司的費用達1,868萬澳門幣的設計在公佈後被指抄襲西班牙的得獎建築物萊昂音樂廳（Auditorio Ciudad de León），引起社會討論。

## 事件背景

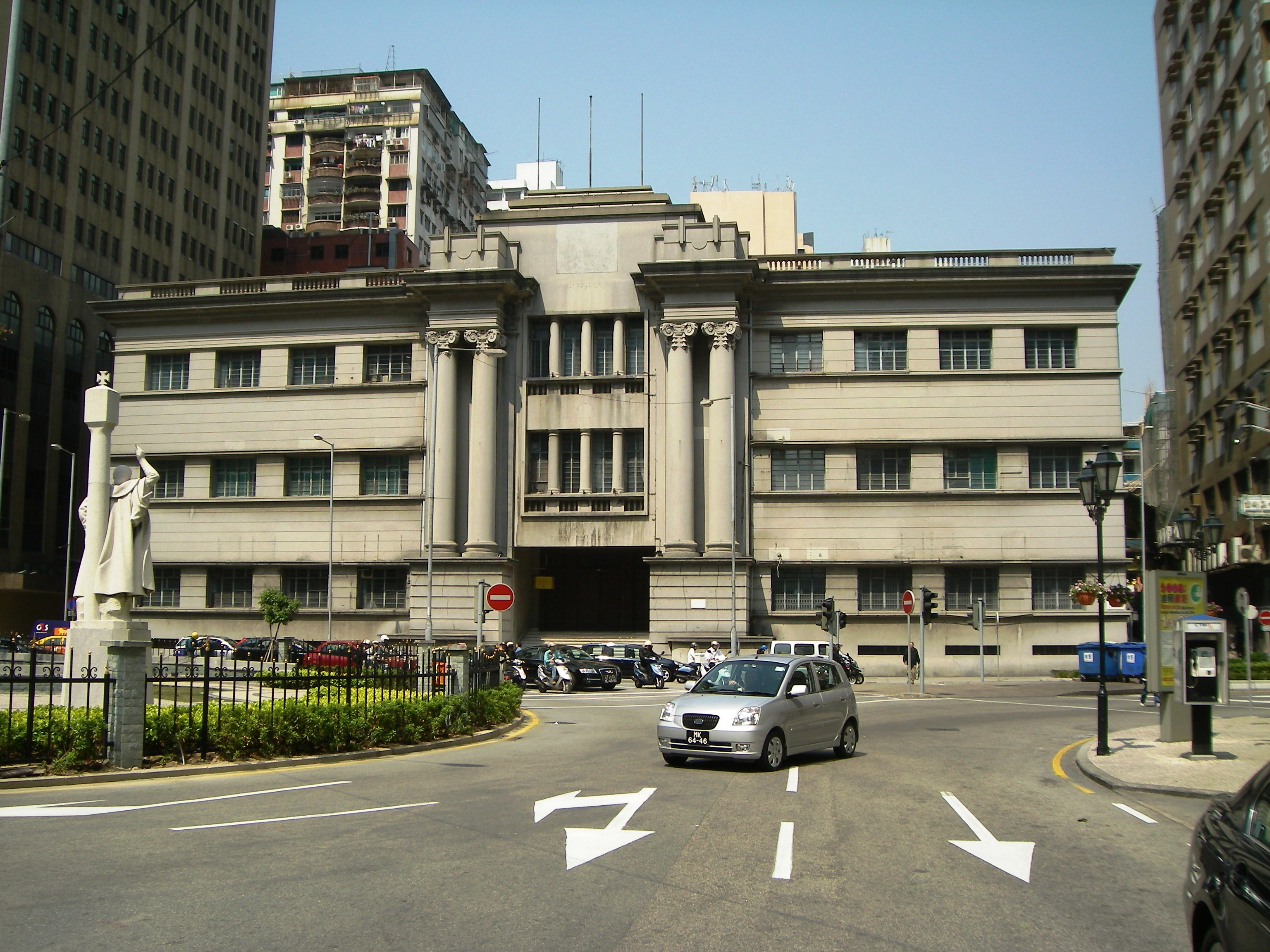
新中央圖書館計劃建於舊法院大樓

新中央圖書館計劃是澳門一個建設新圖書館的計劃，選址位於南灣南灣大馬路，當局計劃在該處建建設一座由澳門文化局管理的在澳門最大型的公共圖書館及全新的綜合性文化地標。
該計劃自展開工程以來面臨著利益衝突、造價過高和選址等爭議，該計劃的造價達九億澳門幣，被輿論認為造價過高和被懷疑當中存在私益輸送，以及被質疑是當地另一個沒有工期和預算的「大白象」工程。此外，新中圖的選址也面對著面積不足問題，該地段人流量飽且交通繁忙，被批評不是一處適合興建圖書館的選址。

## 涉嫌抄襲
2018年2月，文化局就取得「新澳門中央圖書館建築工程-編製工程計劃」進行公開招標，開標結果顯示共有九份標書。同年11月，新中央圖書館確定設計方案，中標的設計公司為「MAA馬若龍建築師事務所」，設計費達澳門幣1,868萬，該事務曾承接過不少當地政府的建築項目，而該事務所主席馬若龍曾擔任文化諮詢委員會委員，他曾在社會強烈批評新中央圖書館方案時支持政府，又公開表示「政府若有需要可以去找他」。
事務所的設計團隊表示，新中央圖書館的設計靈感源自於昔日圖書館中的「卡片目錄檢索櫃」，又指把新中央圖書館構想成一個「等待居民發掘箇中的知識及學問的知識的格子櫃」。在處理舊建築方面，新建築結構獨立於舊法院大樓，在不破壞舊法院結構的情況下在大樓的天井興建兩條巨型結構柱以支撐新建築，讓新建築達到「懸浮」在舊法院大樓上方的效果。中標設計公佈後，有不少市民批評該設計與舊法院「格格不入」。
同月，有消息指出新中央圖書館的中標設計與建成於2002年、由著名西班牙建築師事務所「Mansilla + Tunon」設計、曾獲得西班牙建築師大獎的位於西班牙萊昂的萊昂音樂廳非常相似，當中最觸目的相似之處是雙方外觀都有多個相像的方格，故有聲音質疑有人抄襲。

### 涉嫌抄襲者回應
澳門葡萄牙文報章《今日澳門》報道，中標設計公司「MAA馬若龍建築師事務所」的負責人馬若龍否認抄襲，他說不知道西班牙有這樣的建築和在設計時沒有模倣其他建築。他又表示：「認識我的人都知道我是非常堅定、獨立、有創意、原創的人，不會做這樣一件事。」
澳門媒體《正報》報導，涉嫌抄襲的建築師事務所在記者會中說「只是用相同的建築語言、類似語句，並指不能單以一張效果圖、一個部件推斷抄襲與否」，又表示「閱讀一棟建築需從整體出發，涵蓋內部功能、外部因素等等，非一張效果圖所能說明，也不能單從一個部件推斷是否抄襲，單一判斷的做法顯然是不合理」。

### 局方回應
2018年11月22日，澳門文化局局長穆欣欣表示事前對事件並不知情，又表示已要求「MAA馬若龍建築師事務所」說明事件情況。同月24日星期六，文化局發表新聞稿表示接納中標公司說明，將會跟進後續工作和爭取新中央圖書館如期啓用。